# 한국농식품물류학회
한국농식품물류학회는 농식품(농산물, 수산물, 식품 등) 물류 및 농산물 유통 등 물류 관련분야에 대한 실사구시적인 학문의 이론적인 체계 구축, 산업발전을 위한 전략수립, 정책연구와 회원 상호간의 친목도모를 목적으로 2014년 9월 5일 설립 허가된 대한민국 농림축산식품부 소관의 사단법인이다.

## 사무소
사무소는 서울특별시 송파구 송파대로 28길 24, 1110호(가락동 밀리아니아 2차)에 있다.
전화 02-402-1158 / 팩스 02-402-1159 / logis386@hanmail.net

## 대표자
- 김문규 : 前 (주)농협물류 대표이사